# FRIENDS (徳永英明の曲)
「FRIENDS」（フレンズ）は1993年8月23日に発売された德永英明17枚目のシングル。

## 解説
前作「もう一度あの日のように」から3ヶ月で発売されたシングル。
ジャケット写真はライブ時び撮影された写真が使用されておりシングルでは初の試みとなった。

## 収録曲
全作詞・作曲：德永英明
1. FRIENDS
編曲：佐藤準
德永自身が原案・企画、エグゼクティブ・プロデューサーと音楽を手がける映画『シンガポール・スリング』の主題歌。
2. もう一度あの日のように（LIVE VERSION）
ツアー「ONE OF THEM」ファイナル（1993.6.22 大阪城ホール）音源。
3. FRIENDS（NO VOCAL EDITION）

## 主な収録アルバム
- Nostalgia
- シングルコレクション (1992〜1997)